# Michael Dixon (Basketballspieler)
Michael Andre Dixon Jr. (* 1. Dezember 1990 in Kansas City, Missouri) ist ein US-amerikanischer Basketballspieler, der bei einer Körpergröße von 1,86 m auf den Positionen des Point Guards und Shooting Guards eingesetzt wird. Dixon besitzt neben der amerikanischen auch die georgische Staatsbürgerschaft.

## Karriere

### Auf Vereinsebene
Collegebasketball spielte Michael Dixon an den Universitäten von Missouri und Memphis. Nachdem er beim NBA Draft 2014 unberücksichtigt geblieben war, begann er seine professionelle Karriere in der ersten litauischen Basketballliga für Dzukija Alytus. Nur einige Spieltage später wechselte er zum Ligakonkurrenten Pieno žvaigždės Pasvalys. Mit diesem spielte er fortan auch in der Baltic Basketball League. Im Sommer 2015 wurde er von CEZ Nymburk unter Vertrag genommen. Mit diesem verteidigte er die tschechische Meisterschaft, erreichte das Achtelfinale der Playoffs in der VTB United League und spielte im FIBA Europe Cup.
Vor der Saison 2016/17 unterschrieb Dixon einen Zweijahreskontrakt (1+1) beim Champions-League-Teilnehmer und griechischem Erstligisten AEK Athen. Diesen verlängerte er vorzeitig am 20. Januar 2017 bis zum Ende der Spielzeit 2018/19. Trotz laufendem Vertrages, verkündete der Spieler im Sommer 2017 seinen Wechsel zum Strasbourg IG. Diesen hatte er nach elf Spieltagen, Anfang Dezember 2017, wieder verlassen und wechselte in die zweite türkische Liga zum von Stefanos Dedas trainierten Bahcesehir Basketbol.

### Nationalmannschaft
Für die georgische Basketballnationalmannschaft, dessen Staatsbürgerschaft er 2016 erhalten hatte, spielte Dixon in der Qualifikation zur Europameisterschaft 2017. In fünf Spielen kam Dixon auf 16,6 Punkte und 4,2 Assists je Spiel.

## Trivia
Am Morgen nach seinem 26. Geburtstag, dem 2. Dezember 2016, verschuldete Dixon in Menidi, in der Gemeinde Acharnes, einen Verkehrsunfall mit Todesfolge. Nachdem Dixon ein Stoppschild übersah und mit einem anderen Wagen kollidierte, erfassten diese einen umstehenden Passanten der noch vor Ort seinen Verletzungen erlag und verstarb. Dixon selbst wurde bei diesem Unfall nur leicht verletzt.

## Erfolge
- Tschechischer Meister: 2015